# Eleição municipal de Campina Grande em 1976
A eleição municipal de 1976 em Campina Grande, assim como em várias cidades brasileiras, ocorreu em 15 de novembro de 1976 para eleger um prefeito, um vice-prefeito e 18 vereadores.
Quatro candidatos disputaram a prefeitura de Campina Grande - 3 da ARENA e 2 do MDB (todos em sublegenda). A vitória foi do então deputado estadual Enivaldo Ribeiro, que obteve 19.972 votos[carece de fontes?], contra 15.563 de Ivandro Cunha Lima, então suplente do senador Rui Carneiro.
Orlando Almeida, com 10.798 votos, e Juracy Palhano, com 9.895, ficaram em terceiro e quarto lugar, enquanto o candidato menos votado foi Ermirio Leite Filho, que recebeu apenas 748 sufrágios.

## Candidatos a prefeito
|  | Nº | Candidato(a) a prefeito                          | Candidato(a) a prefeito                        | Candidato(a) a vice-prefeito          | Candidato(a) a vice-prefeito            | Coligação                                              |
|  | -- | ------------------------------------------------ | ---------------------------------------------- | ------------------------------------- | --------------------------------------- | ------------------------------------------------------ |
|  |    |                                                  | Enivaldo Ribeiro                               |                                       | Raimundo Asfora Raimundo Yasbeck Asfora | Em sublegenda - Aliança Renovadora Nacional (ARENA)    |
|  |    | Juracy Palhano João Juracy Palhano Freire        |                                                | Sócrates Pedro Sócrates Pedro de Melo |                                         | Em sublegenda - Aliança Renovadora Nacional (ARENA)    |
|  |    | Ermirio Leite Filho                              |                                                | Não disponível                        |                                         | Em sublegenda - Aliança Renovadora Nacional (ARENA)    |
|  |    |                                                  | Ivandro Cunha Lima Ivandro Moura da Cunha Lima |                                       | Argemiro de Figueirêdo Filho            | Em sublegenda - Movimento Democrático Brasileiro (MDB) |
|  |    | Orlando Almeida Orlando Augusto César de Almeida |                                                | Não disponível                        |                                         | Em sublegenda - Movimento Democrático Brasileiro (MDB) |

## Resultados
| Candidato                     | Vice                               | 1º turno 15 de novembro de 1982 | 1º turno 15 de novembro de 1982 |
| Candidato                     | Vice                               | Votação                         | Votação                         |
| Porcentagem                   | Total                              | Porcentagem                     | Total                           |
| ----------------------------- | ---------------------------------- | ------------------------------- | ------------------------------- |
| Enivaldo Ribeiro (ARENA-1)    | Raimundo Asfora (ARENA)            | 35,05%                          | 19.972                          |
| Ivandro Cunha Lima (MDB-1)    | Argemiro de Figueiredo Filho (MDB) | 27,32%                          | 15.563                          |
| Orlando Almeida (MDB-2)       |                                    | 18,95%                          | 10.798                          |
| Juracy Palhano (ARENA-2)      | Sócrates Pedro (ARENA)             | 17,37%                          | 9.895                           |
| Ermirio Leite Filho (ARENA-3) |                                    | 1,31%                           | 748                             |
| Votos em branco               | Votos em branco                    |                                 | 1.299                           |
| Votos nulos                   | Votos nulos                        |                                 | 2.825                           |
| Total                         |                                    |                                 |                                 |
| Abstenções                    | Abstenções                         | 21,31%                          | 16.550                          |
| Votos apurados                | Votos apurados                     |                                 | 61.100                          |
| Total de eleitores            | Total de eleitores                 |                                 | 77.650                          |

| Partido | Partido | Candidato           | Votos  | Votos (%) |
| ------- | ------- | ------------------- | ------ | --------- |
|         | ARENA-1 | Enivaldo Ribeiro    | 19 972 | 35,05%    |
|         | MDB-1   | Ivandro Cunha Lima  | 15 563 | 27,32%    |
|         | MDB-1   | Orlando Almeida     | 10 798 | 18,95%    |
|         | ARENA-2 | Juracy Palhano      | 9 895  | 17,37%    |
|         | ARENA-3 | Ermirio Leite Filho | 748    | 1,31%     |
| Totais  | Totais  | Totais              | 56 976 |           |

## Vereadores eleitos
| Candidato eleito         | Partido | Votação | Porcentagem | Cidade onde nasceu | Unidade federativa |
| Ary Ribeiro              | MDB     | 2.903   | 5.62%       | João Pessoa        | Paraíba            |
| José Luiz Júnior         | ARENA   | 2.410   | 4,67%       | Bezerros           | Pernambuco         |
| Álvaro Neto              | ARENA   | 2.327   | 4,51%       | Campina Grande     | Paraíba            |
| Antônio Alves Pimentel   | ARENA   | 2.045   | 3,96%       |                    |                    |
| Everaldo Agra            | ARENA   | 1.902   | 3,68%       |                    |                    |
| Rafael Manoel dos Santos | ARENA   | 1.801   | 3,49%       |                    |                    |
| Helio Cavalcanti         | ARENA   | 1.776   | 3,44%       |                    |                    |
| Mário Araújo             | MDB     | 1.754   | 3,40%       |                    |                    |
| Maria Barbosa            | MDB     | 1.663   | 3,22%       |                    |                    |
| José Sobreira Targino    | ARENA   | 1.607   | 3,11%       |                    |                    |
| Rildo Fernandes          | MDB     | 1.584   | 3,07%       |                    |                    |
| Genésio Soares           | ARENA   | 1.429   | 2,77%       |                    |                    |
| José Altair              | ARENA   | 1.404   | 2,72%       |                    |                    |
| Lindaci Medeiros         | MDB     | 1.375   | 2,66%       |                    |                    |
| João Fernandes da Silva  | MDB     | 1.321   | 2,56%       |                    |                    |
| Erinaldo Guedes          | MDB     | 1.318   | 2,55%       |                    |                    |
| João Moisés Raia         | ARENA   | 1.311   | 2,54%       |                    |                    |
| Hermes Ferreira Ramos    | ARENA   | 1.245   | 2,41%       |                    |                    |

## Links
- Resultado de Eleições - TRE-PB (em português)